# Chiesa di Santa Maria Avvocata

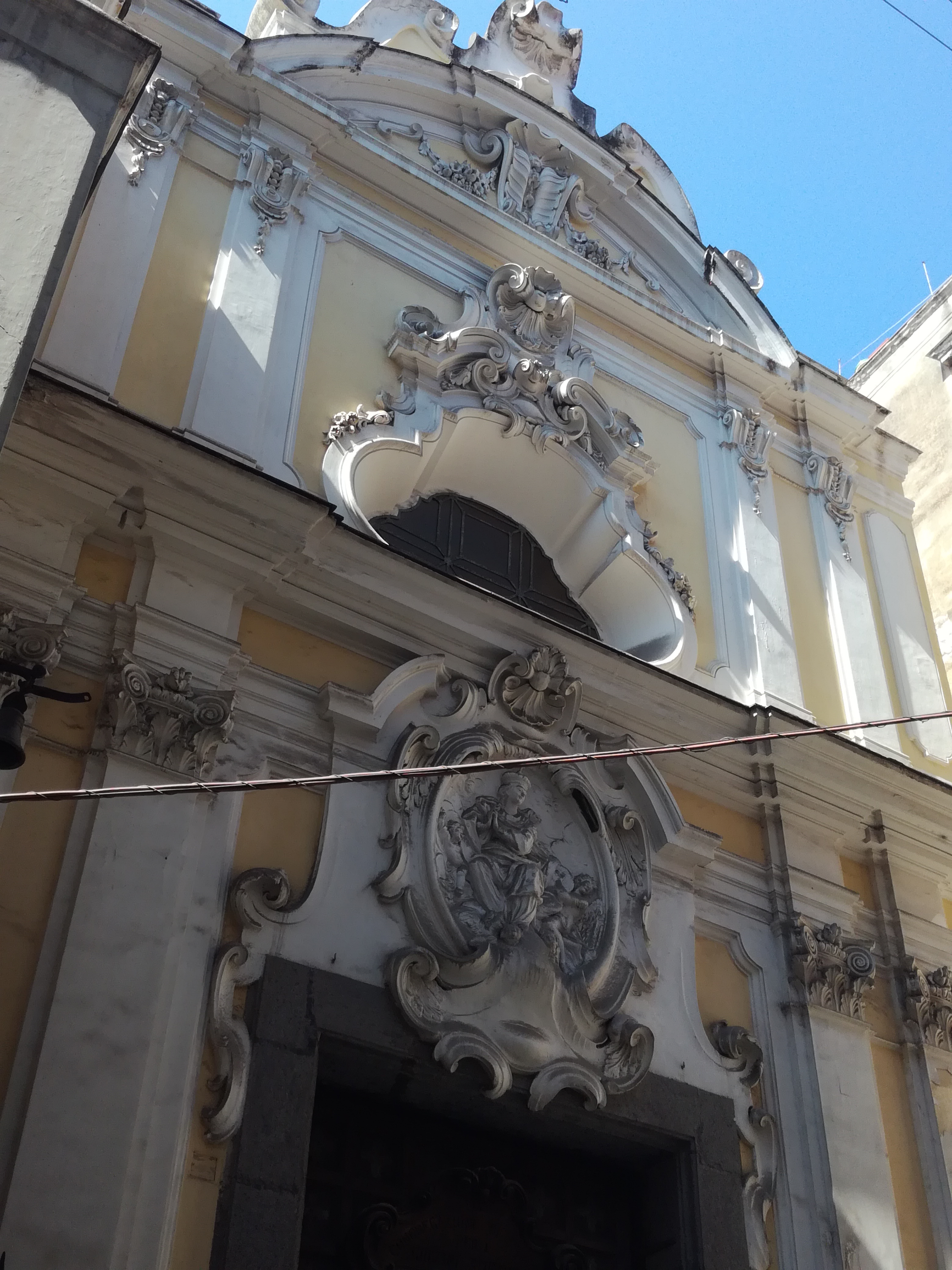
Particolare della facciata

La chiesa di Santa Maria Avvocata (o Santa Maria della Concezione) è una monumentale chiesa che si erge alla fine di via Avvocata a pochissimi passi da piazza Dante, nel centro storico di Napoli.

## Storia e descrizione
La struttura trae origine nel XVI secolo quando il carmelitano padre Alessandro Mollo fece costruire una chiesa con un piccolo convento. Alla fine del secolo, attorno al 1680, il cardinale Alfonso Gesualdo comprò il complesso e lo elevò a parrocchia. 
Fu rimaneggiata nei secoli successivi, entrando innanzitutto nel novero delle numerose chiese barocche della città: lo testimonia soprattutto la facciata, decorata a stucco e di difficile attribuzione: alcuni documenti la riterrebbero opera di Dionisio Lazzari, tuttavia si è concordi nell'attribuirla ad un allievo di Domenico Antonio Vaccaro.
In seguito allo spostamento della sede parrocchiale nella vicina chiesa di San Domenico Soriano accolse la Congregazione degli Studenti.
La chiesa conserva un pregevole interno ricco di decorazioni e festoni. Essi è costituito da una pianta rettangolare ed altare maggiore in marmi policromi. L'interno ha un'accentuata similitudine con la non lontana chiesa di Sant'Antonio a Tarsia. Sono presenti affreschi e tele di vari pittori settecenteschi e di Vincenzo Galloppi.
Sulla lato sinistro della facciata, c'è una porta che permette di accedere agli ambienti dell' ex Oratorio della Confraternita del Santissimo Sacramento all'Avvocata; dove spiccano degli affreschi eseguiti da Andrea dell'Asta, ma commissionati originariamente al Solimena.